# MD Marketing Digital
MD Marketing Digital es una empresa argentina de mercadeo digital creada en la ciudad de Buenos Aires en 2010. Actualmente tiene presencia en las ciudades de Málaga, Guayaquil y Ciudad de México y pertenece al grupo de agencias destacadas como Google Partner Premier.

## Historia

### Fundación y primeros años
La empresa fue fundada en junio de 2010 en el barrio Belgrano de la ciudad de Buenos Aires por Claudio Heilborn y sus socios Gerardo Carchio y Víctor Viera, partiendo de su experiencia en el uso de técnicas de marketing por Internet para la comercialización de un proyecto inmobiliario en la Costa Atlántica. En abril de 2015 las instalaciones de la compañía fueron trasladadas al Polo Audiovisual ubicado en el barrio de Chacarita, Buenos Aires.

### Consolidación y actualidad
Especializada en técnicas del marketing digital como SEO, SEM, social media, email marketing y diseño web, actualmente, la empresa cuenta con presencia en Argentina, México, Ecuador y España, y opera con clientes de diversos países e idiomas en rubros como la medicina, el turismo, la seguridad, el entretenimiento y las industrias inmobiliaria y editorial. La compañía fue nombrada como la «mejor agencia internacional de marketing digital» en los Premios Technology Innovator, otorgados por la revista británica Corporate Vision,  fue reconocida en los Premios de Internet 2019 y hace parte del grupo de agencias destacadas como Google Partner Premier.